# Murray Waas

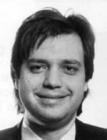
Murray Waas

Murray S. Waas (* um 1959 in Philadelphia) ist ein US-amerikanischer investigativer Journalist.
Als Freelancer schrieb er für eine Reihe von Publikationen, darunter auch The Nation,  Village Voice und The Boston Globe. Seine aktuellen Arbeiten über die Hintergründe der Irak-Invasion erschienen in dem Wochenmagazin National Journal.
| Personendaten    | Personendaten                |
| ---------------- | ---------------------------- |
| NAME             | Waas, Murray                 |
| ALTERNATIVNAMEN  | Waas, Murray S.              |
| KURZBESCHREIBUNG | US-amerikanischer Journalist |
| GEBURTSDATUM     | um 1959                      |
| GEBURTSORT       | Philadelphia                 |